# Kateřina (Dolní Podluží)
Kateřina je malá vesnice, část obce Dolní Podluží v okrese Děčín. Kateřina leží v katastrálním území Dolní Podluží o výměře 15,17 km².

## Historie
První písemná zmínka o obci pochází z roku 1748. Do roku 1946 nesla obec název Katharinenthal.

## Obyvatelstvo
Při sčítání lidu v roce 1921 zde žilo 275 obyvatel (z toho 132 mužů), z nichž bylo devatenáct Čechoslováků, 251 Němců a pět cizinců. Většina se hlásila k římskokatolické církvi, ale 21 lidí bylo evangelíky, 35 jich patřilo k nezjišťovaným církvím a dva byli bez vyznání. Podle sčítání lidu z roku 1930 měla vesnice 258 obyvatel: dva Čechoslováky, 250 Němců a šest cizinců. Kromě římskokatolické většiny ve vsi žilo devět evangelíků, 25 příslušníků nezjišťovaných církví a devatenáct lidí bez vyznání.
|                                                                        | 1869 | 1880 | 1890 | 1900 | 1910 | 1921 | 1930 | 1950 | 1961 | 1970 | 1980 | 1991 | 2001 | 2011 |
| ---------------------------------------------------------------------- | ---- | ---- | ---- | ---- | ---- | ---- | ---- | ---- | ---- | ---- | ---- | ---- | ---- | ---- |
| Obyvatelé                                                              | 293  | 344  | 275  | 293  | 318  | 275  | 258  | 154  | 150  | 129  | 91   | 90   | 90   | 80   |
| Domy                                                                   | 36   | 38   | 40   | 40   | 41   | 40   | 40   | 39   | .    | 26   | 22   | 23   | 19   | 29   |
| Počet domů z roku 1961 je zahrnut v domech místní části Dolní Podluží. |      |      |      |      |      |      |      |      |      |      |      |      |      |      |